# Бутвина, Александра Владимировна
Алекса́ндра Влади́мировна Бу́твина (род. 14 февраля 1986) — российская легкоатлетка, специализирующаяся в многоборье. 2-кратная победительница Кубков Европы по многоборьям в командном зачёте, 4-кратная чемпионка России. Мастер спорта России международного класса.

## Биография
Тренируется в Ростове-на-Дону под руководством Валерия Васильевича Сретенцева.
Регулярная участница Кубков Европы по многоборьям в составе сборной России. С 2008 года 5 раз оказывалась на подиуме этих соревнований в общекомандном зачёте, дважды (в 2011 и 2014 годах) становилась победительницей. Лучшее место в индивидуальном зачёте — третье в 2010 году в Таллине (5990 очков).
Рубеж в 6000 очков впервые преодолела в 2008 году на Кубке России в Адлере — 6058 очков. В 2010 году стала призёром летнего чемпионата России, установив личный рекорд 6079 очков, которого хватило для завоевания серебряной медали.
В 2011 году выиграла титул чемпионки страны в пятиборье (4500 очков) и участвовала в Универсиаде в китайском Шэньчжэне (7-е место, 5703 очка). Несмотря на личный рекорд 6110 очков, не смогла отобраться на Олимпийские игры 2012 года, заняв лишь 5-е место на отборочном чемпионате России.
В 2013 году без особого успеха участвовала в чемпионате мира в Москве, заняв лишь 26-е место. 
В преддверии зимних Олимпийских игр 2014 года пробовала свои силы в бобслее. В октябре 2013 года она провела сбор с национальной командой по этому виду спорта, но в итоге решила остаться в лёгкой атлетике. И уже в следующем сезоне победила на чемпионатах России и зимой, и летом. А в 2015 году добавила в свою коллекцию четвёртый национальный титул (третий в манеже) и попала в сборную страны на чемпионат Европы в помещении. Уровня показанных там результатов Александре не хватило, чтобы на равных конкурировать с сильнейшими многоборками Старого Света. Она заняла 10-е место среди 14 участниц (4518 очков, лучший результат в сезоне).

## Личные рекорды в отдельных видах семиборья
Наиболее удачно Александра выступает в толкании ядра.
| Дисциплина        | Результат | Год  |
| ----------------- | --------- | ---- |
| 100 м с барьерами | 14,04     | 2013 |
| Прыжок в высоту   | 1,83 м    | 2013 |
| Толкание ядра     | 15,90 м   | 2015 |
| 200 м             | 24,41     | 2010 |
| Прыжок в длину    | 6,22 м    | 2011 |
| Метание копья     | 44,20 м   | 2012 |
| 800 м             | 2.10,74   | 2010 |

## Основные результаты
| Год  | Турнир                                      | Место проведения        | Дисциплина | Место | Результат |
| ---- | ------------------------------------------- | ----------------------- | ---------- | ----- | --------- |
| 2007 | Чемпионат России по многоборьям             | Жуковский, Россия       | семиборье  | 12-е  | 4632      |
| 2008 | Кубок России по многоборьям                 | Сочи, Россия            | семиборье  | 1-е   | 6058      |
| 2008 | Чемпионат России по многоборьям             | Челябинск, Россия       | семиборье  | 4-е   | 6074      |
| 2008 | Кубок Европы по многоборьям                 | Хенгело, Нидерланды     | семиборье  | 11-е  | 5752      |
| 2010 | Чемпионат России по многоборьям в помещении | Пенза, Россия           | пятиборье  | 7-е   | 4334      |
| 2010 | Чемпионат России по многоборьям             | Чебоксары, Россия       | семиборье  | 2-е   | 6079      |
| 2010 | Кубок Европы по многоборьям                 | Таллин, Эстония         | семиборье  | 3-е   | 5990      |
| 2011 | Чемпионат России по многоборьям в помещении | Пенза, Россия           | пятиборье  | 1-е   | 4500      |
| 2011 | Кубок России по многоборьям                 | Сочи, Россия            | семиборье  | 1-е   | 5830      |
| 2011 | Чемпионат России по многоборьям             | Чебоксары, Россия       | семиборье  | 4-е   | 5981      |
| 2011 | Кубок Европы по многоборьям                 | Торунь, Польша          | семиборье  | 4-е   | 5948      |
| 2011 | Универсиада                                 | Шэньчжэнь, Китай        | семиборье  | 7-е   | 5703      |
| 2012 | Чемпионат России по многоборьям в помещении | Москва, Россия          | пятиборье  | 5-е   | 4476      |
| 2012 | Кубок России по многоборьям                 | Адлер, Россия           | семиборье  | 3-е   | 5830      |
| 2012 | Чемпионат России по многоборьям             | Чебоксары, Россия       | семиборье  | 5-е   | 6110      |
| 2013 | Чемпионат России по многоборьям             | Чебоксары, Россия       | семиборье  | 2-е   | 5993      |
| 2013 | Кубок Европы по многоборьям                 | Таллин, Эстония         | семиборье  | 7-е   | 5979      |
| 2013 | Чемпионат мира                              | Москва, Россия          | семиборье  | 26-е  | 5809      |
| 2014 | Чемпионат России по многоборьям в помещении | Новочебоксарск, Россия  | пятиборье  | 1-е   | 4392      |
| 2014 | Чемпионат России по многоборьям             | Чебоксары, Россия       | семиборье  | 1-е   | 6068      |
| 2014 | Кубок Европы по многоборьям                 | Торунь, Польша          | семиборье  | 6-е   | 5887      |
| 2015 | Чемпионат России по многоборьям в помещении | Санкт-Петербург, Россия | пятиборье  | 1-е   | 4455      |
| 2015 | Чемпионат Европы в помещении                | Прага, Чехия            | пятиборье  | 10-е  | 4518      |